# 亞速海腔鱸
亞速海腔鱸又名㡳棲腔鱸，為輻鰭魚綱鱸形目鱸亞目河鱸科的其中一種，分布於歐洲亞速海東部及東北部的淡水、半鹹水流域，體長可達10公分，棲息在河口、河川下游，群游，屬肉食性，以底棲性無脊椎動物為食，繁殖期時成魚會游進海洋產卵，可做為食用魚。

## 命名
本魚學名由俄羅斯魚類學家因諾肯蒂·德米特里耶維奇·庫茲涅佐（Innokentiy Dmitrievich Kuznetsov）於1888年命名。
本魚的種小名「maeotica」來自亞速海之古名「maeotis」，加上所有格化後綴「-ica」之後，意為「亞速海所屬」，因本魚模式標本採集自亞速海而得名。

## 分布
本魚為溫帶魚類、淡水魚、半鹹水、大洋底棲性魚種，主要分布于歐洲黑海盆地亞速海東部和東北部的塔甘羅格灣和捷姆留克灣周邊的淡水與半鹹水流域，包括河口灣及海岸湖泊，而頓河三角洲則罕見。所在國家包括了烏克蘭以及俄羅斯南部聯邦管區克拉斯諾達爾邊疆區。

## 形態
本魚為小型魚類，雄魚最大體型10公分標準體長，通常5.3公分全長，雌魚最大體型10.5公分全長，通常6公分全長。壽命有記錄最長4歲。
體形為紡錘形。背鰭2片，第一背鰭硬棘8-10枚、第二背鰭硬棘2-3枚，軟條10-12枚，無脂鰭，臀鰭硬棘2枚、軟條8-11枚，腹鰭胸位，在背鰭起點之前，尾鰭叉形。
本魚與黑海腔鱸（P. demidoffii）的差別在於，本魚頰部有鱗，身體有色素；背部與側腹呈灰色，帶有許多密集的小暗點，這些暗點可能融合成沿背鰭基部的較大斑點。

## 生態
本魚棲息於海岸及河口灣的淡水及半鹹水區域，鹽度可達7ppt。成群出現。魚苗標準體長6公釐時面開始積極捕食浮游甲殼動物，在16-40公釐時捕食較大的橈足類與糠蝦，以及從第二年開始捕食長尾奈波鰕虎（Knipowitschia longecaudata）、黑海棱鲱（Clupeonella cultriventis）、底棲蠕蟲、軟體動物與昆蟲幼蟲。
本魚在1歲時達到首次性成熟，在6月至7月在塔甘羅格灣的鹽度較低的水域產卵。成魚產卵後不久便洄游去大海，黏性卵會散布在泥質底部，魚苗2日後孵化，4日後會移動到水面。

## 經濟
本魚非經濟用魚。

## 保護現狀
國際自然保護聯盟在2008年評估本魚為無危。
截至2023年重新評估時，國際自然保護聯盟表示，本魚的分布相對廣闊，且未見任何重大威脅。因此，國際自然保護聯盟對本魚的情況評估為無危物種。